# Negacionismo de la dictadura militar en Chile

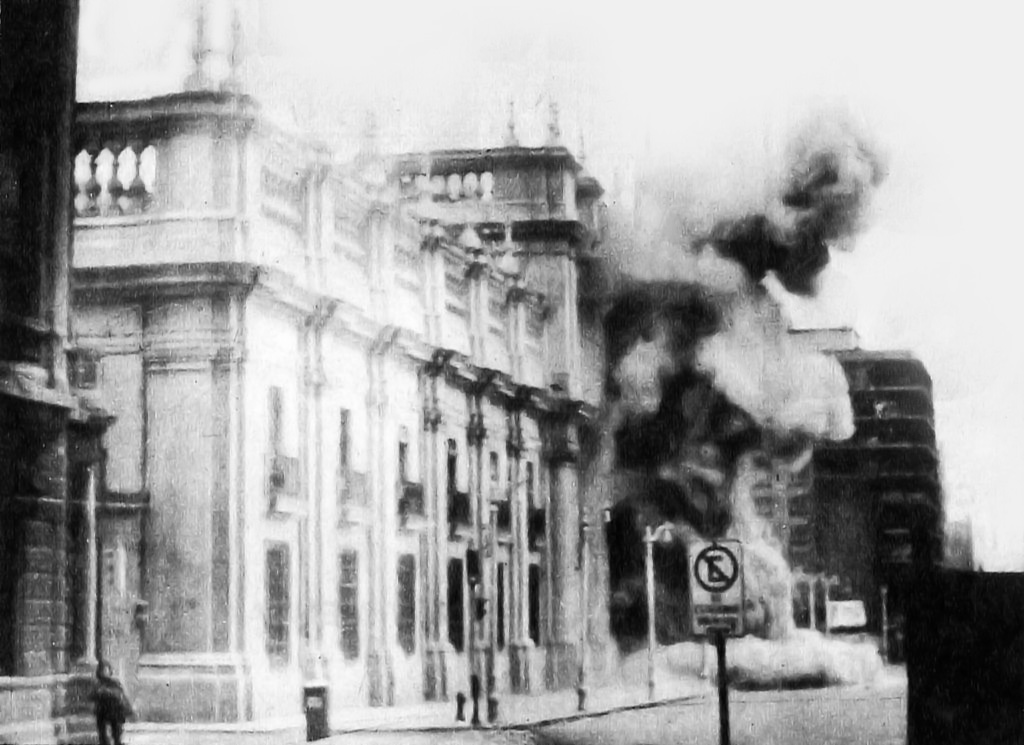
Bombardeo al Palacio de La Moneda durante el golpe de Estado del 11 de septiembre de 1973.

El negacionismo de la dictadura militar en Chile es un tipo de revisionismo histórico negacionista existente en Chile. Se trata de una serie de argumentos y creencias que buscan relativizar, justificar e incluso negar los crímenes, violaciones a los derechos humanos y acciones antidemocráticas cometidas durante la dictadura militar (1973-1990).
Durante este período, efectivos de las tres ramas de las Fuerzas Armadas de Chile, funcionarios de Carabineros y agentes de civil miembros de las policías secretas de la dictadura militar (la DINA y la CNI) efectuaron una política de represión sistemática, prolongada, masificada y de persecución, encarcelamiento, secuestro, tortura, asesinato y desaparición forzada de opositores políticos a la dictadura. Con el fin de ocultar o desligarse de la responsabilidad de dichos crímenes, el régimen recurrió sistemáticamente a estrategias como la creación de falsos enfrentamientos, la censura y la desinformación. 
De acuerdo a los informes de la Comisión de Verdad y Reconciliación (conocido como «Informe Rettig»), la Corporación Nacional de Reparación y Reconciliación, y la Comisión Nacional sobre Prisión Política y Tortura («Informe Valech)», la cifra oficial de víctimas directas ascendería a 31 686 personas, de las cuales 28 459 casos fueron víctimas de tortura y 3227 casos fueron víctimas ejecutadas o desaparecidas (2125 muertos y 1102 desaparecidos).

## Argumentos negacionistas

### Justificación del golpe de Estado a Allende

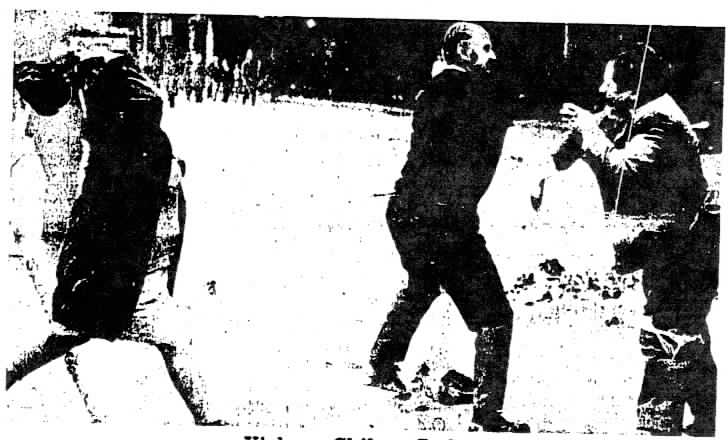
Protestas durante el paro de octubre de 1972.

Muchos partidarios del derrocamiento de Salvador Allende argumentan que lo ocurrido el 11 de septiembre de 1973 en Chile se trató de un pronunciamiento militar y no de un golpe de Estado. Pinochet y su junta militar sostuvieron que el golpe era necesario para evitar una guerra, tesis que fue apoyada por la Unión Demócrata Cristiana y la Unión Social Cristiana de Alemania Occidental a principios de la década de 1970. A pocos días de realizado el golpe de Estado, diversos periódicos nacionales, además de civiles y militares promovieron la supuesta existencia del denominado Plan Zeta, el cual luego se intentó oficializar mediante el Libro blanco del cambio de gobierno en Chile.
En una encuesta realizada por la fundación Chile21 con la colaboración de la politóloga Claudia Heiss, el exsenador Carlos Ominani y el escritor Patricio Fernández en mayo de 2023, un 36% de los encuestados opinaba que los militares tuvieron razón al dar el golpe de Estado contra el presidente Salvador Allende, mientras que un 13% opinó que fue Allende el culpable del golpe.
En septiembre de 2023, a vísperas de la conmemoración de los cincuenta años del golpe de Estado de 1973, el gobierno de Gabriel Boric le propuso a todos los partidos políticos de Chile firmar un «compromiso por la democracia» para el futuro del país, que la Unión Demócrata Independiente (UDI) rechazó firmar para no ponerse «al servicio de una verdad oficial en esta materia». Por su parte, el diputado Sergio Bobadilla de la UDI hizo una aparición en el Congreso con una piocha conmemorativa del golpe con las palabras «Liberación Nacional» y «50 años 1973-2023».

### Negación de su condición de «dictadura»

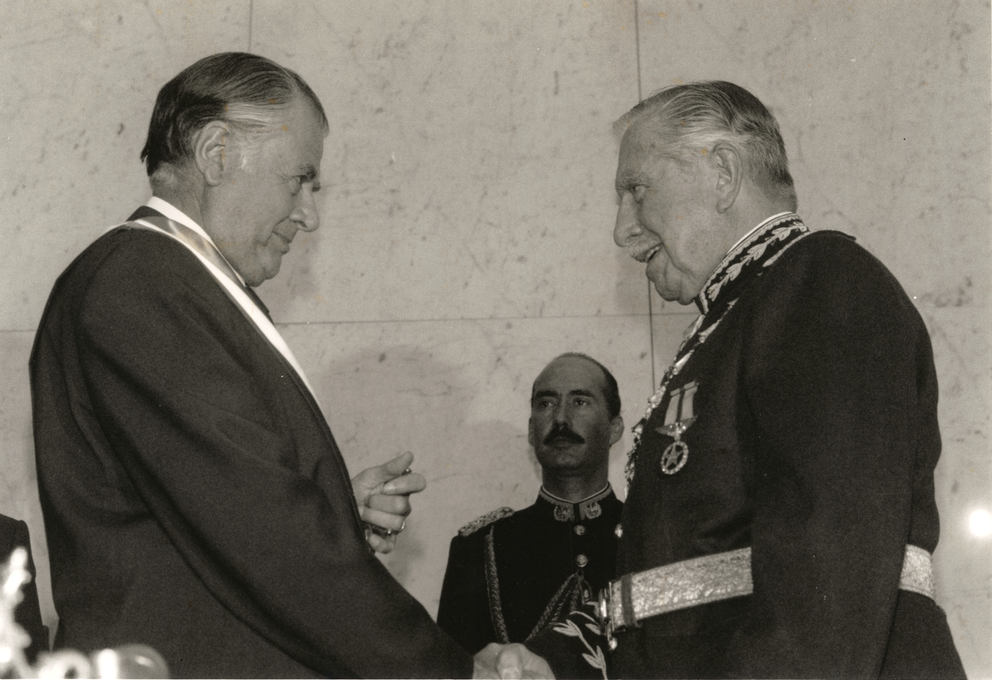
Augusto Pinochet traspasando el mando presidencial a Patricio Aylwin durante la transición a la democracia en Chile.

En 2012 el primer gobierno de Sebastián Piñera cambió la forma en que los textos escolares se refieren a la dictadura de Pinochet, aprobando el cambio de la expresión «dictadura militar» por la de «régimen militar» en los libros de Historia de primero a sexto año de enseñanza básica, decisión que causó polémica en el país. Alberto Cardemil, antiguo ministro de Augusto Pinochet y por entonces diputado de Renovación Nacional, señaló que la modificación:
«... Responde a un esfuerzo técnico, profesional, del Ministerio de Educación, de dar una versión equilibrada de nuestra historia reciente y pasada».
En una encuesta realizada por la consultora Pulso Ciudadano en julio de 2023, un 47,5% de los encuestados dijo que Augusto Pinochet fue un «dictador» de Chile, mientras que un 31,75 señaló que fue solamente un «presidente». El exdiputado José Antonio Kast del Partido Republicano declaró en 2021 que «se hicieron elecciones», obviando el golpe de Estado en Chile de 1973.

### Negación de la represión del Estado
La negación de la represión del Estado comenzó durante la misma dictadura. En 1975 Sergio Diez, embajador de Chile para ese entonces en la Organización de las Naciones Unidas, refutó ante el organismo la existencia de detenidos desaparecidos. Diez declaró en 2004 que fue engañado por el gobierno de Augusto Pinochet al respecto de eso.

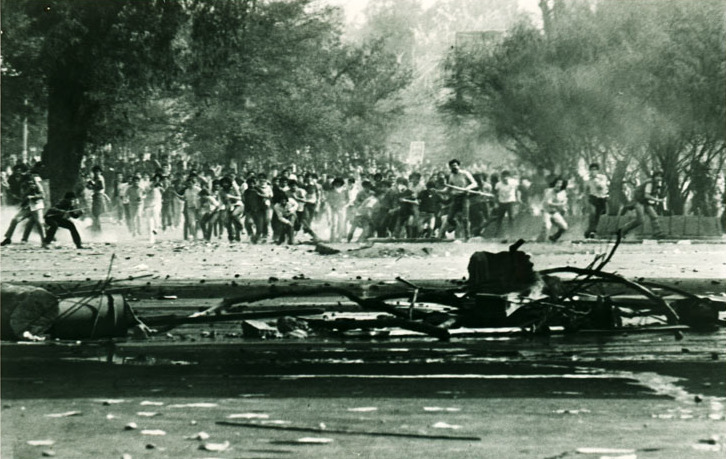
Jornadas de Protesta Nacional.

En 1986, cuando un grupo de militares que patrullaba las calles durante una jornada de protesta Nacional, interceptó, golpeó, roció de combustible y quemó a dos jóvenes: Carmen Gloria Quintana y el fotógrafo Rodrigo Rojas de Negri en el que pasó a llamarse el Caso Quemados, el tema fue omitido por la prensa y Francisco Javier Cuadra, ministro general de gobierno durante la dictadura, dijo que era un «abuso político (contra el régimen de Pinochet)».
Claudio Rojas, ministro de Cultura del gobierno de Sebastián Piñera, coescribió en su libro Diálogos de conversos (2015) con Roberto Ampuero, ministro de Relaciones exteriores que el Museo de la Memoria y los Derechos Humanos (que fue edificado para conmemorar a las víctimas de violaciones a los Derechos Humanos durante la dictadura militar), era un «montaje», cuyo propósito era «impactar al espectador, dejarlo atónito, impedirle razonar» asunto que terminó en su renuncia cuando el asunto se descubrió en 2018, y la declaración de condena de Piñera a «los atropellos a los derechos humanos en cualquier tiempo, lugar y circunstancia», pues según él, su gobierno «no comparte sus “opiniones y declaraciones respecto al sentido y misión del Museo de la Memoria, que recoge los testimonios, vivencias, evidencias y enseñanzas de un periodo muy oscuro del país en relación a los derechos humanos».

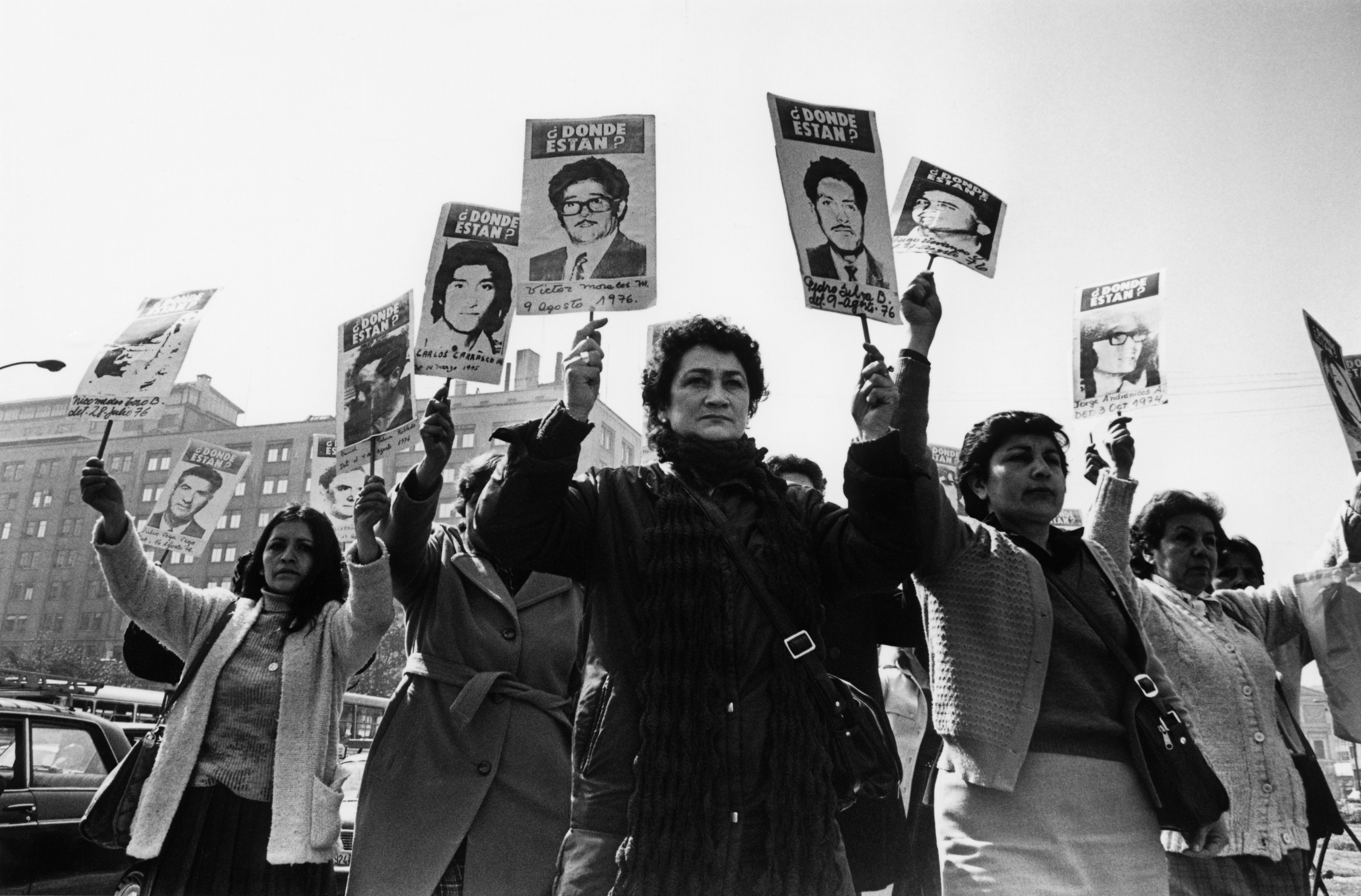
Agrupación de Familiares de Detenidos Desaparecidos de Chile.

El antiguo diputado José Antonio Kast del Partido Republicano dijo en 2021 que «no se encerró a opositores» durante ese tiempo. En 2022, el diputado Cristián Araya, también del Partido Republicano, opinó que el Museo de la Memoria era de «algunos» y criticó la utilización de fondos públicos para la «supuesta búsqueda de detenidos desaparecidos (de la dictadura)». Por su parte, la diputada Gloria Naveillán calificó en 2023 como una «leyenda urbana» las agresiones sexuales en el régimen militar, declaración que le trajo críticas dentro de su propio partido.
Según el informe anual de Amnistía Internacional de 2023/24, la negación histórica respecto a las violaciones de los derechos fundamentales durante la dictadura ha aumentado en el último tiempo.

### Milagro de Chile

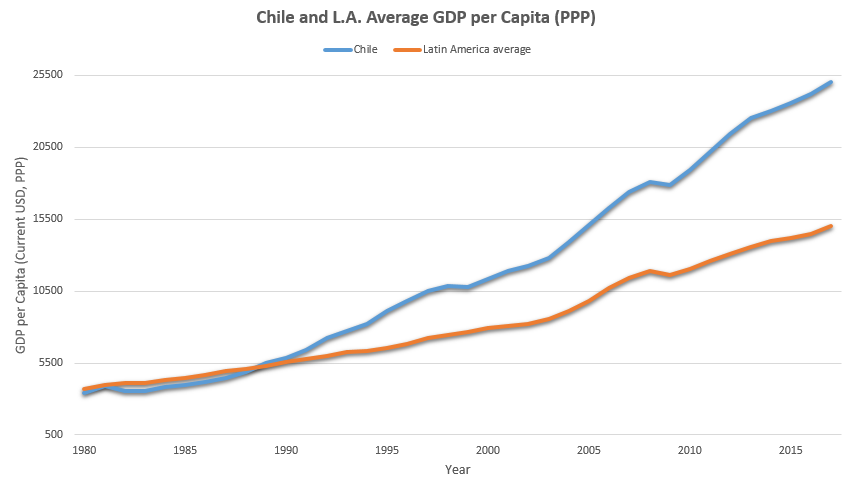
PIB per cápita en Chile (azul) y en América Latina (naranja) entre 1980 y 2017.

El economista estadounidense Milton Friedman acuñó el término milagro de Chile para describir el resultado de las políticas económicas implementadas durante la dictadura, sin embargo, estas han sido rebatidas y contrastadas a lo largo del tiempo.
En 1973 durante el gobierno de Salvador Allende tenía una inflación del 606%. Sin embargo, las privatizaciones ocurridas beneficiaron a los partidarios del gobierno (mercantilismo empresarial), al tiempo que la prohibición de los sindicatos impidió a los trabajadores reclamar mejoras en sus condiciones económicas. Al mismo tiempo, en el primer año de dictadura los salarios en términos reales perdieron un 53% de su valor.
Entre 1982 y 1983 el PIB cayó 14,3% y el país atravesó una crisis económica enmarcada en la década perdida de América Latina, lo que motivó a que el Fondo Monetario Internacional tuviese que acudir en auxilio de la economía chilena, al mismo tiempo que el Banco Central tuviese que ejecutar una operación de salvataje de la banca privada. Al término de la dictadura militar, el índice de pobreza alcanzó el 40% a nivel nacional.

## Legalidad
En 2011 fue presentado un proyecto de ley para sancionar «al que realizare actos en honor, homenaje o tributo a personas condenadas por delitos de lesa humanidad», cuya ejecución no prosperó en el Senado.
En septiembre de 2022 se presentó un proyecto de ley sobre el «negacionismo, reparación y garantía de no repetición en el contexto de la dictadura cívico-militar chilena» a votarse en el Senado que busca incorporar al Código Penal el delito de negacionismo de los crímenes de lesa humanidad cometidos durante ese período, similar a la ley existente en Brasil en 2019.